# Нефтестрой
Нефтестро́й — жилой район в южной части города Ярославля. Официально назывался Юго-Западный район, однако это название было полностью вытеснено разговорным Нефтестрой.

## Историческая справка
К середине XX века на месте будущего района располагались деревня Полянки (часть современной Институтской улицы западнее улицы Гагарина и перпендикулярный ей проезд от улицы Павлова до железной дороги — бывшие улицы этой деревни) и часть села Крестобогородского (вдоль современного Московского проспекта от Окружной до Гагарина и на месте парка «Нефтяник»).
В 1954-58 годах вместе с началом сооружения Ново-Ярославского НПЗ был возведён посёлок для его строителей, состоящий преимущественно из одноэтажных щитовых домов, и нескольких 2-3 этажных. На центральной площади посёлка построили столовую и небольшой сквер. Со времени основания и до 1990-х официально именовался посёлок Строителей, но в разговорной речи закрепилось название Нефтестрой.
В 1956 году территория будущего района была включена в состав города. В том же году в связи с предстоящим строительством новой крупной промышленной зоны Горстройпроектом была составлена схема планировки Юго-Западного района Ярославля (на основе проекта, составленного в 1953 году Гипрогором). В 1957 году в архитектурно-планировочной мастерской им. В. А. Веснина был сделан проект детальной планировки посёлка НЯ НПЗ (часть района от улицы Павлова до улицы Нефтяников), по которому и осуществлялось дальнейшее строительство. Уже имеющиеся кварталы сохранялись, а новые части посёлка проектировались с микрорайонной застройкой, что позволяло значительно экономить на строительстве улично-дорожной сети.

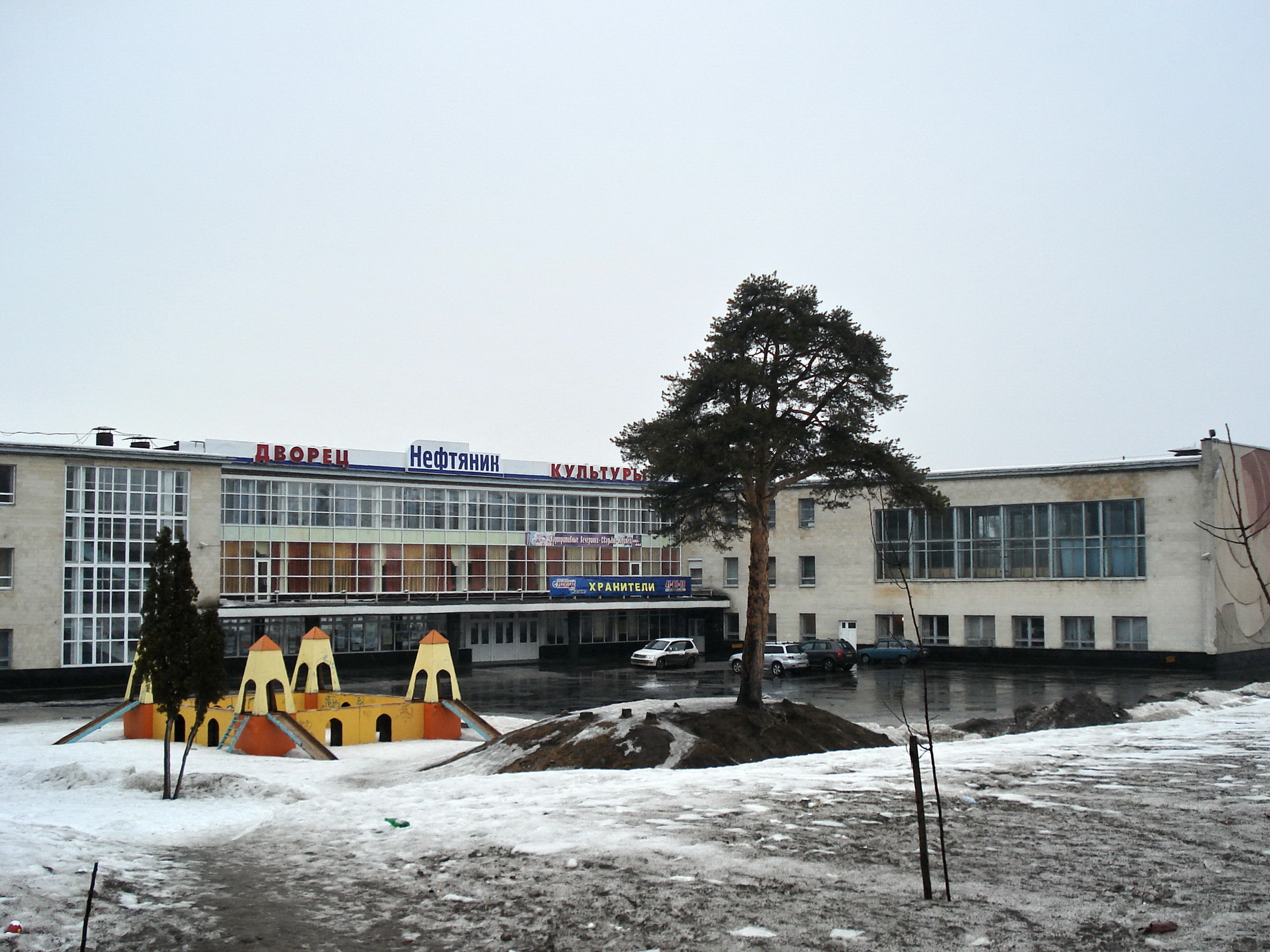
ДК «Нефтяник»

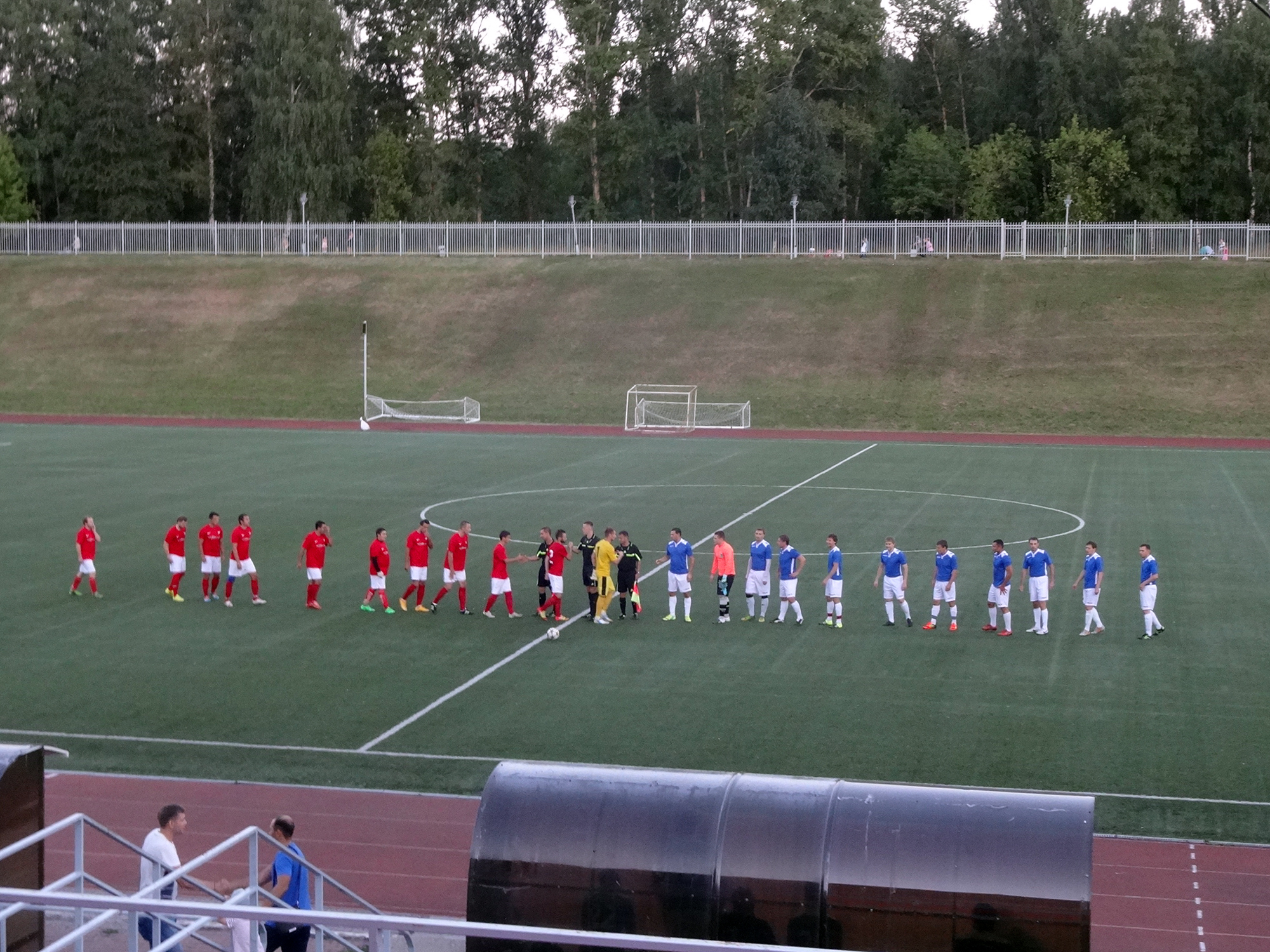
Стадион «Славнефть»

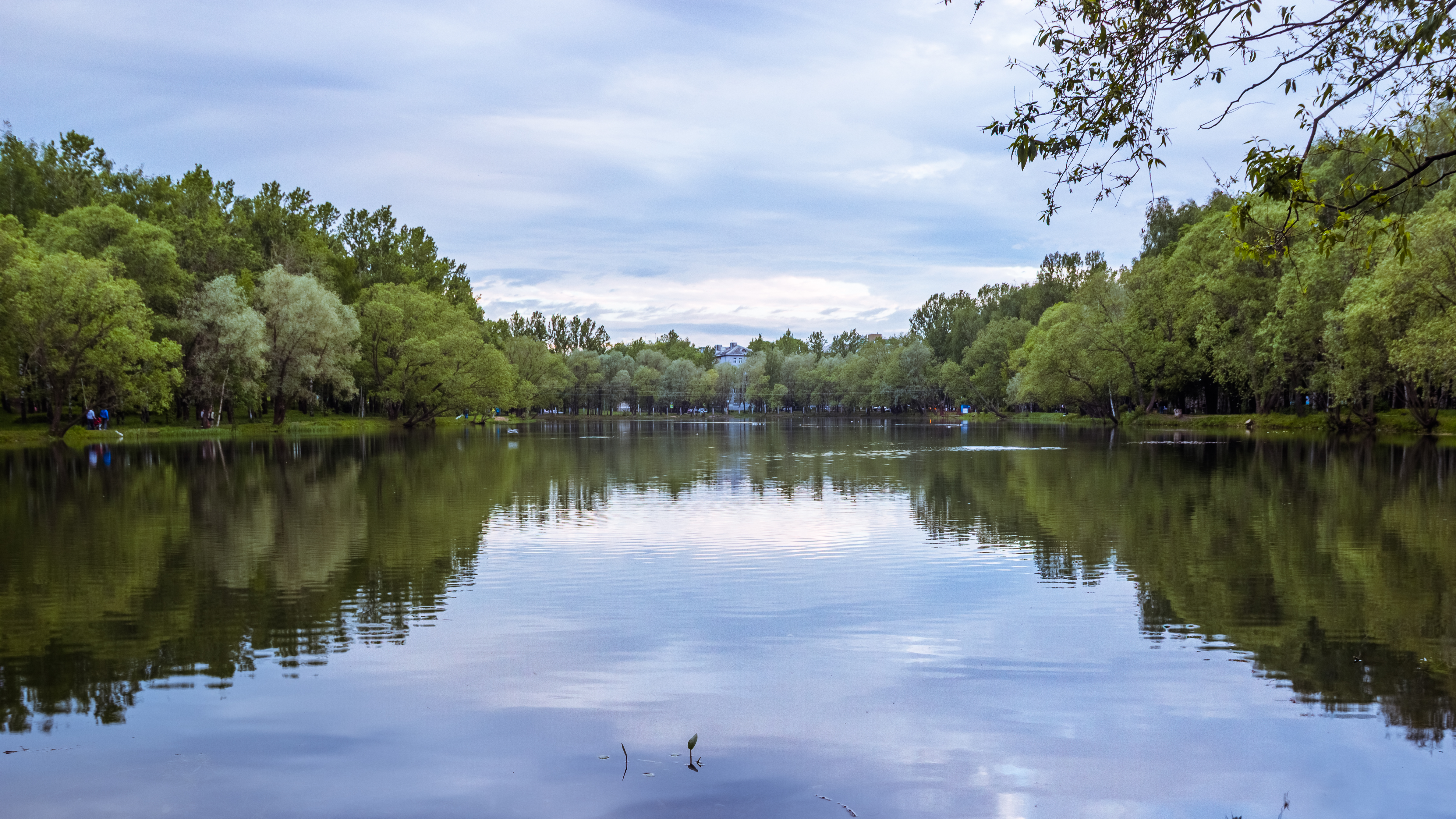
Крестовский пруд в парке «Нефтяник»

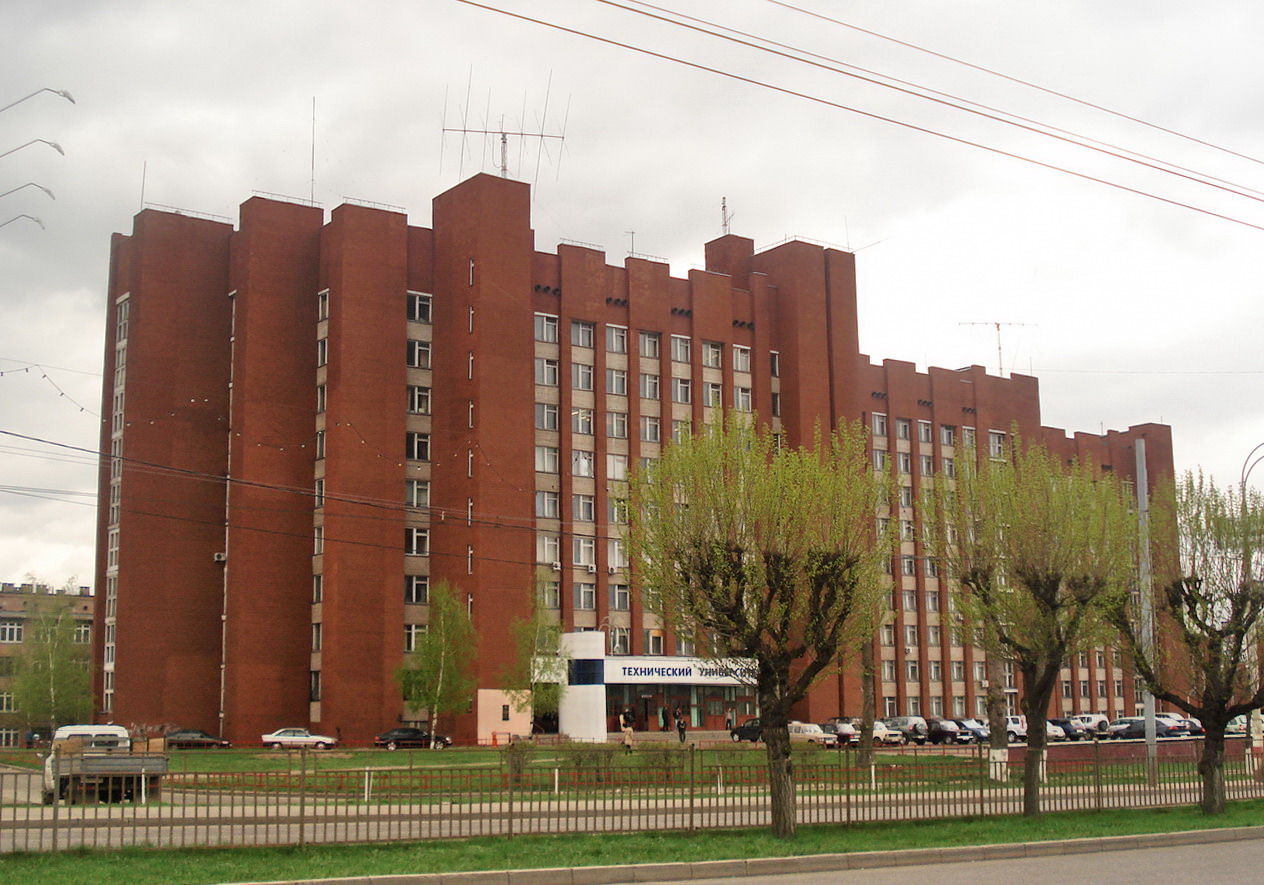
Главный корпус Технического университета

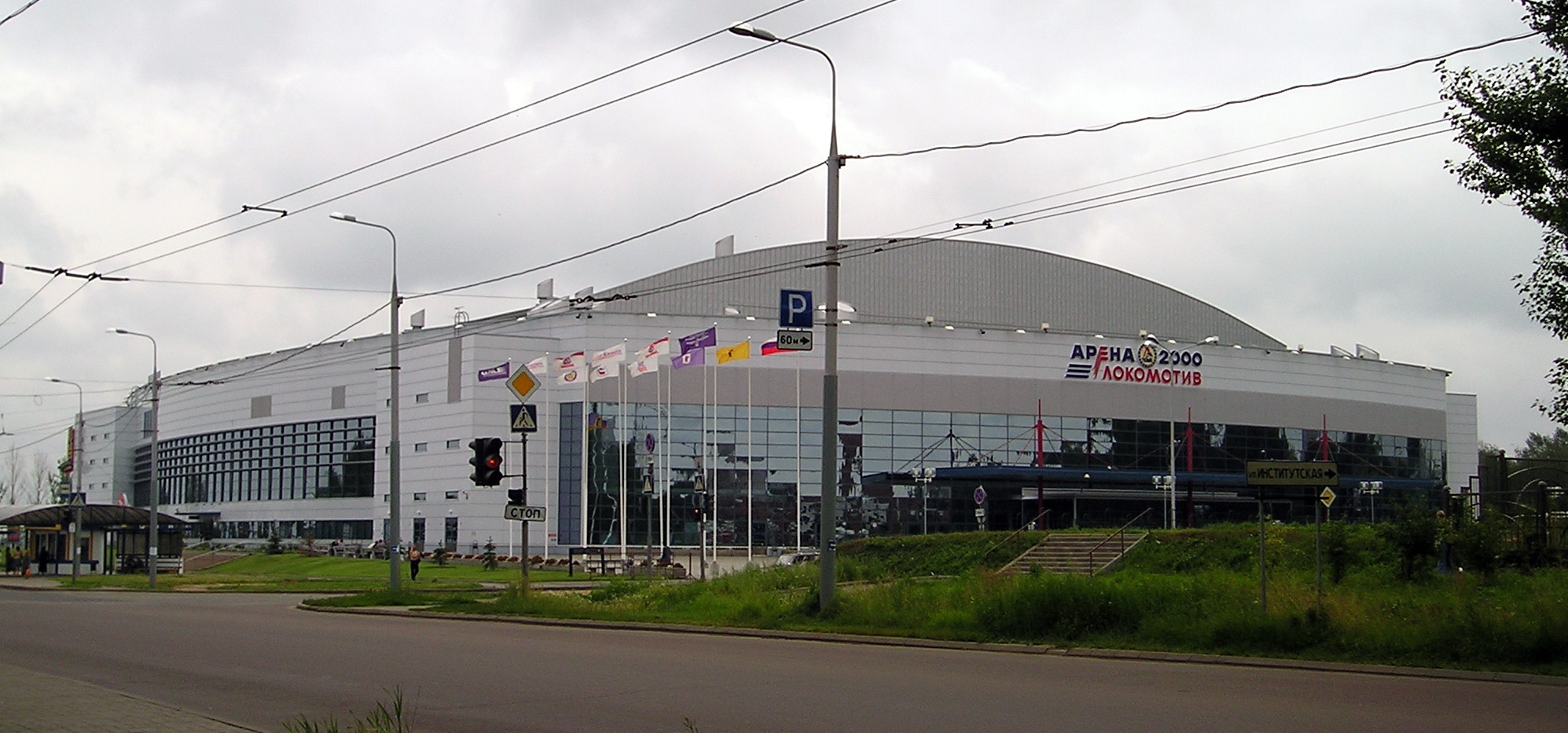
Комплекс «Арена-2000»

С конца 1950-х посёлок стали быстро застраивать однотипными 5-этажными «хрущёвками». На первую очередь строительства посёлка планировалось также возведение клуба нефтяников на вершине Крестовой горы, на месте Крестобогородской церкви и кладбища. Из-за нехватки средств проект долго откладывался, ярославцы противились сносу храма, в итоге ДКиТ нефтяников (ныне ДК «Нефтяник») возвели лишь через 10 лет и на другом месте.
В 1956 году в посёлке открыта семилетняя школа. В 1958 году для неё построили новое здание, с тех пор это школа № 12. В 1958-61 годах построены первые корпуса больничного городка для работников НПЗ (ныне Клиническая больница № 10), открыт кинотеатр «Чайка». В 1961 году рядом с посёлком на склоне холма вырыли котлован и оборудовали стадион «Нефтестроевец» (ныне «Славнефть»). В том же году построены Техническое училище № 8 и вторая школа — № 75. В 1964 году — третья школа, № 15.
В 1965 году население посёлка превысило 30 тысяч человек. В том же году все улицы посёлка получили новые названия, в основном в честь русских учёных — Павлова, Менделеева, Рыкачёва, Курчатова, Зелинского, и космонавтов — Титова и Гагарина (последняя названа в 1961 году), а также по профессии жителей — улица и проезд Нефтяников. Позже, в 1982 году, проезд Нефтяников переименовали в Коллективную улицу, а в 1986 году — в улицу Майорова, в честь первого директора НПЗ.
Обеспечение Нефтестроя общественным транспортом долгое время оставалось крайне неудовлетворительным. Сначала жителям обещали проложить трамвайную линию, соединяющую город с посёлком и заводом, потом «подземный трамвай» от посёлка до центра Ярославля. Но в действительности, чтобы добраться в другие районы приходилось штурмом брать малочисленные старенькие автобусы или ловить попутки. Положение стало улучшаться только с 1966 года, когда на улице Гагарина открыли депо электротранспорта и в 1970-х постепенно стало расти количество троллейбусов. Маршрут № 5 связал Нефтестрой с центром города, а маршрут № 6 (закрыт в 2004 году) стал доставлять рабочих к заводам.
В 1970 году в посёлке Строителей построена четвёртая школа — № 31, а рядом с Крестовским прудом снесли все частные дома и открыли парк «культуры и отдыха нефтяников» (ныне парк «Нефтяник»).
Столь быстрых темпов строительства удалось добиться благодаря тому, что все здания посёлка были построены по типовым проектам, с очень упрощённой архитектурой, а также за счёт применение промышленных методов строительства и максимальной экономии на качестве работ.
В 1960-х рядом с посёлком Строителей начали строить крупнейший в Ярославле студенческий городок. Первым, в 1962 году, вступил в строй корпус опытных установок Ярославского технологического института. В 1968 построены корпус А и первое общежитие, институт переехал из центра города в Юго-Западный район. В 1970 году построены новые здания для Медицинского училища № 1 и Профессионального училища № 36. В 1971 — корпус Б и спортивный корпус ЯТИ, а также корпуса ПТУ № 24. В 1972 году — корпус В ЯТИ и новое здание для Химико-механического техникума. В 1975 — новое здание для Техникума советской торговли. Рядом с учебными корпусами были построены общежития, стадион и столовая. В 1989 году вступил в строй самый крупный — Главный учебный корпус ЯПИ, построенный в лаконичном резковато-монументальном стиле.
В 1986 году между студенческим городком и посёлком Строителей было построено последнее в Юго-Западном районе общественное здание советского периода — Дом торжеств. Оно было задумано не только как Дом бракосочетаний, а и как место для проведения торжественных церемоний, банкетов и других мероприятий (вскоре было переоборудовано в обычный ТЦ). Также со второй половины 1980-х на Нефтестрое стали массово сносить щитовые бараки и на их месте возводить 9-12-этажные жилые дома, что в итоге значительно увеличило население района.
В 1995 году для работников завода построен спортивный комплекс «Атлант». В 2001 году на Нефтестрое был открыт культурно-развлекательный комплекс «Арена-2000» — крупнейший в городе ледовый стадион и крупнейшая крытая концертная площадка.
Главной проблемой Нефтестроя на протяжении советского времени была экологическая ситуация. От запуска нефтеперерабатывающего завода в 1961 году до его переоборудования в 2000-х Ярославль неизменно входил в число 50 наиболее загрязненных городов СССР, а Нефтестрой был его самым загрязнённым районом. В 2010-х НПЗ продолжал вести работу по снижению воздействия на окружающую среду, но проблемы с экологией остаются.

## Расположение и границы
Нефтестрой расположен в южной части Ярославля, входит в территорию администрирования Красноперекопского района. С востока ограничен Московским проспектом, с северо-востока — границами территорий Южной водопроводной станции и Силикатного завода, с севера — железной дорогой, с юго-запада — Юго-западной окружной дорогой. В то же время часть района, прилегающая к Московскому проспекту от парка до окружной дороги, обычно именуется Кресты, так как является территорией бывшего села Крестобогородское (в советское время переименовано в Кресты).

## Транспорт
Добраться до Нефтестроя можно на следующих маршрутах общественного транспорта:
- троллейбусы № 5, 9;
- автобусы № 1, 2, 19, 21б, 33, 41а, 53, 66, 68, 71с, 76, 92, 97с, 117, 176
- электробусы № 50, 60
- маршрутные такси № 97

## Образование
- Школы № 12, 15, 31, 75
- Лицей № 86
- Центр внешкольной работы «Приоритет»
- Профессиональные училища № 8, 24
- Ярославский промышленно-экономический колледж (ЯПЭК)
- Ярославский торгово-экономический колледж (ЯТЭК)
- Ярославский базовый медицинский колледж
- Ярославский государственный технический университет (ЯГТУ).

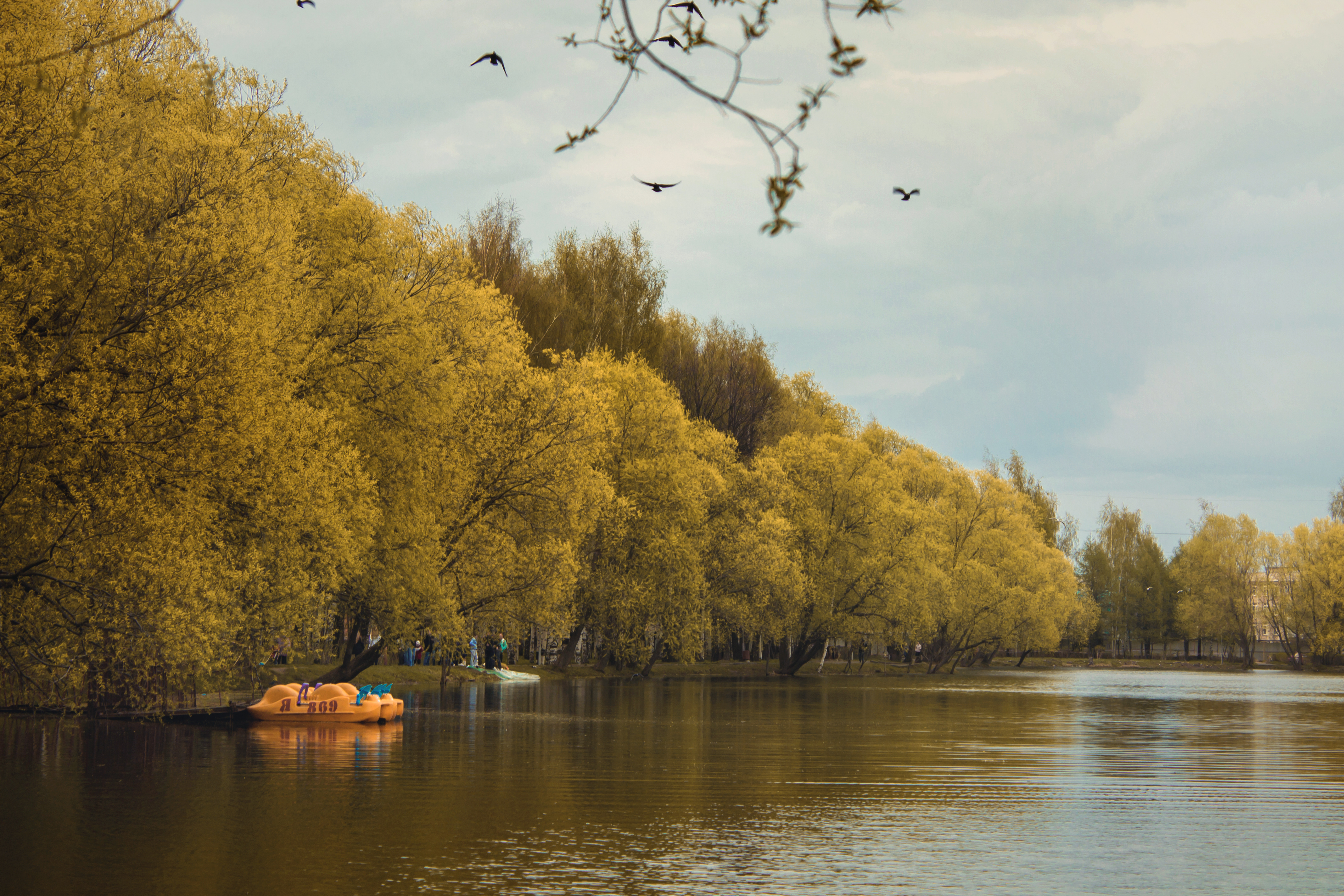
Крестовский пруд осенью

## Спорт
На Нефтестрое расположены два крупных спортивных комплекса:
- УКРК «Арена-2000», на которой проводит свои домашние матчи хоккейный клуб «Локомотив»,
- СК «Атлант» — домашняя арена волейбольного клуба «Ярославич».

## Досуг
Имеется кинотеатр «Синема Стар» в ТЦ «Шоколад»; парк аттракционов «Нефтяник», пиццерия «Domino’s Pizza», библиотека-филиал № 11 им. Г. С. Лебедева Централизованная библиотечная система города Ярославля, детская библиотека № 3